# Habrobracon crassicornis
Habrobracon crassicornis är en stekelart som först beskrevs av Thomson 1892.  I den svenska databasen Dyntaxa används istället namnet Bracon crassicornis. Enligt Catalogue of Life ingår Habrobracon crassicornis i släktet Habrobracon och familjen bracksteklar, men enligt Dyntaxa är tillhörigheten istället släktet Bracon och familjen bracksteklar. Arten är reproducerande i Sverige. Inga underarter finns listade i Catalogue of Life.